# Cospeito
Cospeito ist eine spanische Gemeinde (Concello) in der Provinz Lugo der autonomen Gemeinschaft Galicien. Die Gemeinde hat 4.213 Einwohner (Stand: 2024).

## Geografie
Er befindet sich im Herzen von Terra Chá. In diesem Gebiet gibt es mehrere kleine Seen, von denen der bekannteste der See von Cospeito ist. Das umliegende Feuchtgebiet wird von Enten, Reihern, Kiebitzen und anderen Arten bevölkert.
In Támoga ist noch ein vorrömisches Hügelkastell zu erkennen, das als O Torrillón bekannt ist. Eine nahe gelegene Burg wurde während der Irmandinischen Revolte zerstört.

## Geschichte
In dieser Gemeinde durfte die Wehrmacht während des Zweiten Weltkriegs drei 112 Meter hohe Funknavigationsantennen installieren, um die Ortung und Verfolgung von U-Booten und Flugzeugen im Golf von Biskaya zu erleichtern.

## Bevölkerungsentwicklung der Gemeinde
Quelle: INE-Archiv – grafische Aufarbeitung für Wikipedia

## Gemeindegliederung
Die Gemeinde Castroverde ist in 20 Parroquias gegliedert:
| Parroquias       | Patrozinium  | Einwohner 2024 | Fläche km² | Dichte Einw./km² | Höhe msnm | Ortskennzahl |
| ---------------- | ------------ | -------------- | ---------- | ---------------- | --------- | ------------ |
| Arcillá          | San Paio     | 146            | 399        | 0                | 399       | 27015010000  |
| Bestar           | Santa María  | 45             | 402        | 0                | 402       | 27015020000  |
| Bexán ou Rubiños | San Paio     | 65             | 421        | 0                | 421       | 27015030000  |
| Cospeito         | Santa María  | 159            | 425        | 0                | 425       | 27015040000  |
| Goá              | San Xurxo    | 447            | 409        | 1                | 409       | 27015050000  |
| Lamas            | San Martiño  | 61             | 398        | 0                | 398       | 27015060000  |
| Momán            | San Pedro    | 95             | 400        | 0                | 400       | 27015070000  |
| Muimenta         | Santa Mariña | 782            | 425        | 2                | 425       | 27015080000  |
| Pino             | San Martiño  | 409            | 410        | 1                | 410       | 27015090000  |
| Rioaveso         | Santalla     | 162            | 433        | 0                | 433       | 27015100000  |
| Roás             | San Miguel   | 226            | 409        | 1                | 409       | 27015110000  |
| Santa Cristina   | San Xiao     | 255            | 410        | 1                | 410       | 27015120000  |
| Seixas           | San Pedro    | 110            | 435        | 0                | 435       | 27015130000  |
| Sisoi            | Santalla     | 59             | 403        | 0                | 403       | 27015140000  |
| Sistallo         | San Xoán     | 553            | 426        | 1                | 426       | 27015150000  |
| Támoga           | San Xiao     | 96             | 408        | 0                | 408       | 27015160000  |
| Vilar            | Santa María  | 25             | 397        | 0                | 397       | 27015170000  |
| Vilapene         | Santa María  | 117            | 439        | 0                | 439       | 27015180000  |
| Xermar           | Santa María  | 229            | 397        | 1                | 397       | 27015190000  |
| Xustás           | Santiago     | 216            | 397        | 1                | 397       | 27015200000  |

## Wirtschaft
| Ackerbau, Viehzucht und Fischerei                                                  | 0343  | 020,65 |
| Industrie                                                                          | 0247  | 014,87 |
| Bauwirtschaft                                                                      | 012   | 06,14  |
| Dienstleistungsbetriebe                                                            | 0969  | 058,34 |
| Total                                                                              | 1.661 | 100,00 |
| * Daten aus dem Statistischen Amt für Wirtschaftliche Entwicklung in Galicien, IGE |       |        |